# Mercedes McCambridge
Mercedes Agnes Carlotta McCambridge (Joliet, 16 maart 1916 - La Jolla, 2 maart 2004) was een Oscarwinnende Amerikaans actrice.
McCambridge begon haar carrière als actrice bij de radio in de jaren 40. Niet veel later kreeg ze een carrière op Broadway. Haar filmdebuut maakte ze in All the King's Men (1949), waarvoor ze een Academy Award voor Beste Vrouwelijke Bijrol won. Haar meest bekende film is waarschijnlijk Johnny Guitar (1954), waarin ze tijdens het filmen voortdurend ruzie had met tegenspeelster Joan Crawford.
McCambridge stierf in 2004 door een natuurlijke oorzaak op 87-jarige leeftijd.

## Filmografie
- All the King's Men (1949)
- Inside Straight (1951)
- The Scarf (1951)
- Lightning Strikes Twice (1951)
- Johnny Guitar (1954)
- Giant (1956)
- A Farewell to Arms (1957)
- Touch of Evil (1958)
- Suddenly, Last Summer (1959)
- Cimarron (1960)
- Angel Baby (1961)
- Run Home Slow (1965)
- The Counterfeit Killer (1968)
- 99 Women (1969)
- Marquis de Sade: Justine (1969)
- Sixteen (1973)
- The Exorcist (1973), stemrol
- Thieves (1977)
- The Concorde ... Airport '79 (1979)
- Echoes (1983)
- Amazing Stories: Book Two (1992)
- The Other Side of the Wind (2018); archiefbeeld